# Keisuke Harada
Keisuke Harada (原田 圭輔 Harada Keisuke?), född 11 juni 1988 i Hokkaido prefektur, är en japansk fotbollsspelare.
Harada började sin karriär 2011 i Vegalta Sendai. 2011 flyttade han till Tochigi SC. Efter Tochigi SC spelade han för FC Machida Zelvia. Han avslutade karriären 2014.